# The Private Lives of Pippa Lee
The Private Lives of Pippa Lee (titulada en español La vida privada de Pippa Lee en España, Secretos de mujer en México y Vidas privadas de gente famosa en otras zonas de Hispanoamérica) es una película dramática estadounidense de 2009 escrita y dirigida por Rebecca Miller sobre su propia novela, y protagonizada por Blake Lively, Robin Wright Penn, Alan Arkin, Keanu Reeves, Julianne Moore, Monica Bellucci, Maria Bello y Winona Ryder.
La película fue estrenada el 27 de noviembre de 2009 en Estados Unidos y el 18 de junio de 2010 en España.

## Argumento
Pippa Lee (Robin Wright Penn) es una mujer que se encuentra en su madurez como tal, en la plenitud de su belleza y sabiduría. Está casada con un poderoso editor llamado Herb Lee (Alan Arkin) que tiene treinta años más que ella, tiene dos hijos ya mayores, cocina bien, es considerada por todos una gran anfitriona, es buena amante, confidente de sus amigos... pero no todo es tan idílico como parece en la vida de Pippa Lee.
Sin embargo Pippa Lee está muy lejos de ser feliz pese a tener una vida aparentemente perfecta, la personalidad que ella se ha forjado a lo largo de todos los años de su matrimonio está en su punto más débil y deberá enfrentarse a una prueba definitiva, que será la propia vida. Pippa intentará volver a recuperar su vida y la felicidad de nuevo.

## Reparto
- Robin Wright Penn (Pippa Lee)
- Blake Lively (Pippa Lee de joven)
- Alan Arkin (Herb Lee)
- Maria Bello (Suky Sarkissian)
- Keanu Reeves (Chris Nadeau)
- Monica Bellucci (Gigi Lee)
- Julianne Moore (Kat)
- Winona Ryder (Sandra Dulles)
- Shirley Knight (Dot Nadeau)

| Protagonistas de The Private Lives of Pippa Lee. | Protagonistas de The Private Lives of Pippa Lee. | Protagonistas de The Private Lives of Pippa Lee. | Protagonistas de The Private Lives of Pippa Lee. | Protagonistas de The Private Lives of Pippa Lee. |
| ------------------------------------------------ | ------------------------------------------------ | ------------------------------------------------ | ------------------------------------------------ | ------------------------------------------------ |
|                                                  |                                                  |                                                  |                                                  |                                                  |
| Robin Wright Penn interpreta a Pippa Lee.        | Monica Bellucci interpreta a Gigi Lee.           | Maria Bello interpreta a Suky Sarkissian.        | Keanu Reeves interpreta a Chris Nadeau.          | Julianne Moore interpreta a Kat.                 |

## Recepción crítica y comercial
Según la página de Internet Rotten Tomatoes obtuvo un 67% de comentarios positivos, llegando a la siguiente conclusión: "Intensa y poco común, el viaje de la vida privada de Pippa Lee toma desvíos emocionales interesantes y se eleva gracias a las buenas interpretaciones, sobre todo la de Robin Wright Penn." Destacar el comentario del crítico cinematográfico A. O. Scott:

"Estaba interesado en los personajes y las situaciones, pero no me absorbió".
A. O. Scott.

Según la página de Internet Metacritic obtuvo críticas mixtas, con un 49%, basado en 16 comentarios de los cuales 5 son positivos. Recaudó 337.000 dólares aproximadamente en Estados Unidos. Sumando las recaudaciones internacionales la cifra asciende a algo más 2 millones. Se desconoce cuál fue el presupuesto invertido en la producción.

## Festivales
La película fue presentada en numerosos festivales internacionales.
- Toronto International Film festival (Selección oficial)
- Berlin International Film Festival (Selección oficial)
- Sydney Film Festival
- Deauville American Film Festival
- São Paulo International Film Festival
- Mill Valley Film Festival
- Edinburgh Film Festival

## Localizaciones
The Private Lives of Pippa Lee se empezó a rodar en abril de 2008 en diversas localizaciones de Estados Unidos. Destacando diferentes poblaciones del estado de Connecticut, Estados Unidos, como Danbury, New Milford o Stamford.